# 陳春波
陳春波（?—?），福建侯官人，清朝政治人物。
乾隆四十五年，登進士。乾隆五十七年（1792年）至嘉庆八年（1803年），擔任利川知县，后铲除白蓮教党羽，升任荆州府同知。